# John Agüero
John Mitchel Agüero Muñoz (Arica, Región de Arica y Parinacota, Chile, 2 de junio de 1991) es un futbolista chileno. Juega como delantero en San Marcos de Arica de la Segunda División Profesional de Chile.

## Clubes
| Club                    | País    | Año        |
| ----------------------- | ------- | ---------- |
| San Marcos de Arica     | Chile   | 2010-2011  |
| San Antonio Unido       | Chile   | 2012       |
| Trasandino              | Chile   | 2013       |
| Unión San Felipe        | Chile   | 2013       |
| Deportes Puerto Montt   | Chile   | 2014       |
| Unión San Felipe        | Chile   | 2014       |
| Trasandino de Los Andes | Chile   | 2014-2015  |
| San Antonio Unido       | Chile   | 2015-2016  |
| San Marcos de Arica     | Chile   | 2016-2017  |
| Deportes Santa Cruz     | Chile   | 2017 -2018 |
| San Marcos de Arica     | Chile   | 2018       |
| Avilés Industrial FC    | Bolivia | 2019       |